# Crișul Alb
Pour les articles homonymes, voir Criș.
Le Crișul Alb (Fehér-Körös en hongrois) est une rivière qui coule principalement dans l'ouest de la Roumanie et marginalement dans le sud-est de la Hongrie (comitat de Békés).

## Hydronymie
Crișul Alb vient de la forme latine Crisola qui pourrait provenir de l'adjectif grec Χρισός : doré en raison de la présence de paillettes d'or charriées depuis les monts Apucènes. Alb signifie blanc en roumain.

## Géographie
Le Crișul Alb prend sa source à 900 m dans les monts Bihor au sud des monts Apucènes dans l'ouest de la Roumanie. La rivière coule à travers les communes de Brad, Ineu, Chișineu-Criș en Roumanie et dans le comitat de Gyula en Hongrie. En Hongrie, le Crișul Alb se jette dans Crișul Negru (Fekete-Körös en hongrois) à quelques kilomètres de Gyula pour former la rivière Criș (Körös en hongrois), affluent de la Tisza, elle-même affluent du Danube. Sa longueur en Roumanie est de 234 km et la taille de son bassin est de 4,240 km2.
Le Crișul Alb forme avec le Crișul Negru et le Crișul Repede les Trois Criș (Cele Trei Crișuri) qui irriguent la plaine roumaine de la Crișana.